# Johannes Rehmke
Johannes Rehmke (Elshorn, Schleswig-Holstein, 1848 -Greifswald, 1930) va ser un filòsof alemany. La seva obra sobre l'epistemologia buscava superar els dualismes entre subjecte i objecte, típics d'aquesta disciplina, tot intentant desenvolupar un mètode que va anomenar "ciència fonamental". Va ser professor a la Universitat de Greifswald i va publicar obres crítiques amb Immanuel Kant. També es va ocupar d'altres camps com el subjectivisme i el fenomenalisme.

## Obres
- Philosophie als Grundwissenschaft (‘Filosofia com a ciència fonamental', 1910)
- Logik oder Philosophie als Wissenlehre (‘Lògica o filosofia com a teoria del saber’, 1918)
- Grundlegung der Ethik als Wissenschaft (‘Fonaments de l'ètica com a ciència’, 1925)